# 39 Boötis
39 Boötis è una stella di magnitudine 5,69 situata nella costellazione di Boote. Dista 229 anni luce dal sistema solare.

## Osservazione
Si tratta di una stella situata nell'emisfero celeste boreale. La sua posizione è fortemente boreale e ciò comporta che la stella sia osservabile prevalentemente dall'emisfero nord, dove si presenta circumpolare anche da gran parte delle regioni temperate; dall'emisfero sud la sua visibilità è invece limitata alle regioni temperate inferiori e alla fascia tropicale. La sua magnitudine pari a 5,7 la pone al limite della visibilità ad occhio nudo, pertanto per essere osservata senza l'ausilio di strumenti occorre un cielo limpido e possibilmente senza Luna.
Il periodo migliore per la sua osservazione nel cielo serale ricade nei mesi compresi fra fine marzo e agosto; nell'emisfero nord è visibile anche verso l'inizio dell'autunno, grazie alla declinazione boreale della stella, mentre nell'emisfero sud può essere osservata limitatamente durante i mesi tardo-autunnali australi.

## Caratteristiche fisiche
39 Boötis è una stella multipla, la cui componente principale è una bianco-gialla di sequenza principale e massa 1,29 volte quella del Sole. La componente A è una binaria spettroscopica, con la secondaria, che orbita con un periodo di 12,8 giorni, di massa di 1,04 M⊙. La componente B, separata da 2,70 secondi d'arco da A, orbita con un periodo di 1540 anni attorno al baricentro del sistema, e sembra anch'essa una binaria spettroscopica.